# Sankt Ilgen
Sankt Ilgen là một đô thị thuộc huyện Bruck an der Mur thuộc bang Steiermark, nước Áo. Đô thị Sankt Ilgen có diện tích 73,44 km², dân số thời điểm cuối năm 2005 là 291 người.